# Peffingen
Peffingen település Németországban, Rajna-vidék-Pfalz tartományban. Lakosainak száma 220 fő (2023. december 31.).

## Népesség
A település népességének változása:
| Lakosok száma | 237  | 214  | 219  | 228  | 212  | 220  |
|               | 1975 | 2017 | 2019 | 2021 | 2022 | 2023 |